# Монтеросо (Болцано)
Монтеросо је насеље у Италији у округу Болцано, региону Трентино-Јужни Тирол.
Према процени из 2011. у насељу је живело 41 становника. Насеље се налази на надморској висини од 1434 м.